# André van Duren
André van Duren (Reek, 20 juni 1958) is een Nederlandse regisseur.
Hij regisseert televisiefilms en series, commercials en speelfilms.

## Biografie
Van Duren haalde zijn kandidaats Nederlands in Nijmegen. Studeerde vervolgens Theaterwetenschap in Utrecht.
Na vijf jaar werkzaam te zijn geweest als regieassistent, werd hij regisseur. Hij debuteerde in 1989 met de prijswinnende televisiefilm Het verhaal van Kees, naar een script van Willem Wilmink. Hij won tweemaal een Gouden Kalf (Pleidooi, Mariken) en won in 1992 de persprijs op het Nederlands filmfestival met Richting Engeland. Deze film werd geselecteerd voor het Panorama-programma van het festival van Berlijn. De familiefilm Mariken won verschillende internationale prijzen. Met producent Matthijs van Heijningen verfilmde hij in 2003 het boek Kees de jongen van Theo Thijssen. In 2011 schreef en regisseerde hij de film De bende van Oss, die zeven nominaties kreeg voor een Gouden Kalf; de film won een Gouden Kalf voor Beste muziek. De Bende van Oss werd eveneens bekroond op festivals in België en Argentinië. 
In het voorjaar van 2012 regisseerde hij de aflevering Zwarte Dagen van de serie Van God Los. 
In april 2016 ging De Helleveeg in première. Van Duren schreef zelf het scenario gebaseerd op de roman van A.F.Th. van der Heijden. Matthijs van Heijningen en Guurtje Buddenberg waren de producenten. De film kreeg acht nominaties voor het Gouden Kalf, waaronder die voor Beste Film. Hannah Hoekstra die de titelrol speelt won het Gouden Kalf voor Beste actrice; Anneke Blok won het Gouden Kalf voor Beste vrouwelijke bijrol. De film kreeg zijn wereldpremière in augustus 2016 in Montreal. Aldaar won Hannah Hoekstra de "Prix d'interprétation Feminine". 
In december 2022 ging de thriller Faithfully Yours in roulatie. Van Duren schreef samen met Paul Jan Nelissen en Elisabeth Lodeizen het scenario. Rachel van Bommel was producent. De film heeft de Gouden Film-status bereikt en is vanaf 17 mei 2023 te zien op Netflix.

## Filmografie
- Het verhaal van Kees (1989)
- Een dubbeltje te weinig (1991)
- Richting Engeland (1992) (Prijs van de Nederlandse filmkritiek)
- Pleidooi (1993)
- Tijger (1995)
- Tijd van Leven (1996)
- El Toro (1997)
- Honger (1998)
- Mariken (2000)
- Kees de jongen (2003)
- De bende van Oss (2011) (geschreven samen met Paul Jan Nelissen)
- Van God Los: aflevering Zwarte Dagen (2012)
- Moordvrouw (10 afleveringen) (2013-2015)
- Dokter Tinus (8 afleveringen) (2013-2014)
- De Helleveeg (2016)
- Vlucht HS 13 (2 afleveringen) (2016)
- Nieuwe Buren 3 (4 afleveringen) (2018)
- Soof: een nieuw begin (2 afleveringen) (2019)
- Oogappels (3 afleveringen) (2019)
- De 12 van Schouwendam (4 afleveringen) (2019)
- Baantjer. Het Begin (1 aflevering) (2020)
- Dit Zijn Wij (4 afleveringen) (2020)
- Blood in Amsterdam (2021)
- Faithfully Yours (2022)